# Jerzy Fusiecki
Jerzy Fusiecki (ur. 6 października 1903 w Krakowie, zm. 18 marca 1975 w Zabrzu) – bibliotekarz, bibliofil, kolekcjoner ekslibrisów

## Życiorys
Syn Józefa. Uczęszczał do gimnazjum klasycznego w Krakowie. W latach 1920–1924 pracował w Bibliotece Muzeum Czartoryskich w Krakowie. W okresie od 1 października 1924 do 15 listopada 1925 odbył czynną służbę wojskową w 21 Pułku Artylerii Lekkiej. Następnie w latach 1925–1939 pracował w Bibliotece Muzeum Przemysłu Artystycznego im. Adriana Baranieckiego w Krakowie. W okresie międzywojennym był członkiem Związku Bibliotekarzy Polskich. Po wybuchu II wojny światowej został przydzielony do 55 Pułku Artylerii Lekkiej, walczył w rejonie Wiślicy nad Nidą. 9 września 1939 został ciężko ranny i przewieziony na leczenie do Krakowa. W kwietniu 1940 powrócił do pracy w Bibliotece Muzeum Przemysłu Artystycznego.
Po wojnie, w maju 1945 przeniósł się do Zabrza, gdzie zajął się organizacją Miejskiej Biblioteki Publicznej (oficjalne otwarcie nastąpiło 15 listopada 1945). Od 1945 do 1969, tj. do przejścia na emeryturę (31 grudnia 1969) był dyrektorem tej placówki. Jerzy Fusiecki zgromadził bogaty księgozbiór własny (ok. 1 tys. książek) oraz był właścicielem gromadzonej od 1940 cennej kolekcji ekslibrisów liczącej ponad 10.000 ekslibrisów współczesnych, w tym kilkadziesiąt z XVII i XVIII wieku. Jego kolekcja polskich znaków książkowych eksponowana była na dwóch indywidualnych wystawach: w 1947 w Bytomiu i w maju 1959 w Bibliotece Śląskiej w Katowicach. Od 1964 członek Koła Miłośników Ekslibrisu w Katowicach. Działał także w Stowarzyszeniu Bibliotekarzy Polskich oraz w Związku Inwalidów Wojennych PRL. We wrześniu 1964, podczas X Międzynarodowego Kongresu Ekslibrisu w Krakowie otrzymał z rąk prorektora prof. Kazimierza Wyki pamiątkową odznakę wydaną z okazji jubileuszu 600-lecia Uniwersytetu Jagiellońskiego. Uchwałą Prezydium Miejskiej Rady Narodowej w Zabrzu w styczniu 1970 otrzymał  pamiątkowy medal i honorowy tytuł „Zasłużony dla miasta Zabrza”. Po śmierci Jerzego Fusieckiego, w 1975 kolekcja ekslibrisów uległa rozproszeniu.
Pochowany na Cmentarzu Parafialnym Św. Anny w Zabrzu (kwatera XIV/2/14, grób 4538).

## Ordery i odznaczenia
- Krzyż Kawalerski Orderu Odrodzenia Polski (1968)[4][6]
- Złoty Krzyż Zasługi (1958)[4]
- Srebrny Krzyż Zasługi (22 lipca 1953)[7][8]
- Medal Zwycięstwa i Wolności 1945 (1973)[4]
- Medal 10-lecia Polski Ludowej (16 lipca 1955)[9]
- Odznaka Grunwaldzka (1973)[4]
- Odznaka „Zasłużony Działacz Kultury” (1963)[4]
- Złota Odznaka „Zasłużonemu w rozwoju województwa katowickiego” (1965)[4]

## Upamiętnienie
W 1985 władze miejskie Zabrza nadały Miejskiej Bibliotece Publicznej imię Jerzego Fusieckiego. 